# کارل-اوتو آلبرتی
کارل-اوتو آلبرتی (انگلیسی: Karl-Otto Alberty؛ زادهٔ ۱۳ نوامبر ۱۹۳۳) یک هنرپیشه اهل آلمان است.
از فیلم‌ها یا برنامه‌های تلویزیونی که وی در آن نقش داشته است می‌توان به فرار بزرگ، پاگنده در مصر، تهاجم آردنن، نبرد بریتانیا، قهرمانان کلی، راز سانتا ویتوریا اشاره کرد.